# Lupo de Troyes
San Lope o Lupo de Troyes (Lupus Trecensis) (Toul, Lorena, ca. 383 - Troyes, Champaña-Árdenas, 19 de julio de 479) fue un monje y obispo de Troyes. Es venerado como santo por diversas confesiones cristianas.

## Biografía
Nació en Toul hacia finales del siglo IV y por familia y matrimonio quedó emparentado con las más ilustres familias eclesiàsticas de su tiempo y territorio: su madre era hermana de Germán, obispo de Auxerre o Aucera y después canonizado; su hermano Vicente fue probablemente el célebre Vincentius Lirinensis, y su mujer Pimeniola (o Piniola, según otros), con la que se casó en 419, era hermana del obispo Hilario de Arlés. 
Estuvo al servicio de Germán de Auxerre cuando este era gobernador y poco después se casó. Tras siete años de matrimonio, los dos esposos acordaron hacer vida religiosa, separarse e ingresar cada uno en un monasterio. Lupo fue al monasterio de Lerins, donde fue acogido por San Honorato y de donde marchó también con este último a Mâcon en 426 tras su año de noviciado; entonces fue llamado para ocupar la sede episcopal de Troyes, en la Champaña, el año 427, siendo todavía demasiado joven. Pero lo hizo tan bien que Sidonio Apolinar, con quien mantuvo una activa correspondencia epistolar, le tributó grandes elogios al llamarlo "Obispo de obispos y primero de los prelados". Después pasó dos veces a Gran Bretaña con su tío San Germán de Auxerre o Aucera para combatir el pelagianismo, la primera por mandato de un concilio de la iglesia de Gaula y del papa Celestino I el año 429 y la segunda de 446 en tiempos del papa San León. Del primer viaje a Gran Bretaña se narran varios milagros realizados por ambos santos, así como que a su vuelta ambos pasaron por Nanterre y se encontraron con la joven Genoveva de París. Llegaron a Troyes en 430.
San Lupo salió al paso de Atila en 451 y preservó su ciudad de la desolación causada por el general bárbaro, llamado "El Azote de Dios". Envió una embajada de clérigos a Atila, entre los cuales estaban Memorio y Cameliano: Memorio fue asesinado y Cameliano sobrevivió a las heridas. Lupo decidió ir él mismo y se presentó ante Atila, al que convenció para que no atacara la ciudad y se retirara, aunque en su repliegue saquearon toda la región. Los romanos acusaron al obispo de haber ayudado a los hunos a escapar y Lupo tuvo que dejar Troyes. Los historiadores actuales piensan que este episodio es legendario y que difícilmente pudo pasar; Sidonio, por el contrario, refiere que los Hunos decían haber sido contenidos por dos bestias salvajes, un lobo (Lupus) y un león (el papa del mismo nombre, San León). En todo caso, Lupo dejó la ciudad y se retiró para hacer vida eremítica en el monte Lansuine, a 15 km de Troyes, y después pasó dos años en Mâcon. Volvió a la sede episcopal y murió en Troyes el 19 de julio de 479, al cabo de 52 años de episcopado.

## Obras
Dejó dos cartas escritas:
- I. Epístola ad Talasium Episcopum Andegavensem (de Angers) de Vigiliis Natulis Domini, Epiphaniae et Paschae; de Bigamis; de iis qui conjugati assumuntur.

- II. Ad Sidonium Apollinarem (felicitando Sidonio Apolinar por su nombramiento como obispo de Clermont en Auvernia)

## Veneración
En 570, los reyes Gontrán I y Chilperico I viajaron a su tumba para jurar paz recíproca. Venerado como santo, sus restos en la catedral de Troyes fueron profanados y dispersados el 9 y 10 de enero de 1794; solo queda una parte del cráneo. Es invocado contra la posesión diabólica, la parálisis y la epilepsia.

### Leyenda de la Chair salée
Una antigua leyenda popular dice que en Troyes vivía un dragón alado, llamado Chair salée ("carne salada"), que aterrorizaba la región. Lupo lo habría matado, liberando el país, y saló la piel del animal muerto, de donde tomó el nombre. Se ha querido ver en la leyenda una metáfora de la expulsión de Atila y la liberación de la región de los hunos.